# 边佳兰
边佳兰是哥打丁宜县的一个新兴市镇，位于马来西亚柔佛州的东南方。边佳兰设有往返新加坡的码头，与新加坡的德光岛和樟宜机场隔海相望。

## 命名
根据著名马来文学家文西阿都拉的记载，19世纪初一批来自印尼廖内群岛的爪哇人在边佳兰开辟村庄，期间有一部分的人患上了疟疾导致他们不断呻吟。呻吟的马来文为“Mengerang”，当地人便以音似“Mengerang”的“Pengerang”为此处命名。

## 地理
边佳兰拥有独特的地貌，天然资源及海产丰富。其中，边佳兰的龙虾更是闻名遐迩，并拥有“龙虾故乡”的美称。位于四湾镇中央的龙虾广场更立有一座龙虾雕像。
2017年1月16日，边佳兰特别地方政府（PBTP）成立并交由柔佛机构管理，管辖范围包括边佳兰在内达184平方公里。2020年，边佳兰正式升格为市议会，并由柔佛州政府管理。

## 人口
边佳兰的人口以马来人为主，其次是华人。
2010年，边佳兰（巫金）的人口为15万人，与2000年相比下跌了约5000人，但柔佛州政府在该处推行各项发展计划后人口已有所回升。2017年1月17日，时任柔佛州州务大臣莫哈末卡立表示，他预测边佳兰（巫金）人口将在2020年增加至20万人；而整个边佳兰的人口于2010年为30万人，预计将在2020年达至70万人。

### 华人
18世纪末年，陆续有华人从中国抵达边佳兰谋生。边佳兰的华人多聚居在沿海地带。由于边佳兰曲折的海岸线形成了多个海湾，而根据当地人叫法，各个湾依次是头湾（Kampung Jawa）、二湾（Teluk Enpang）、新湾（属于Sungai Kapal范围）、大湾（Sungai Kapal）、三湾（Sungai Buntu）、四湾（Sungai Rengit）、五湾（Teluk Ramunia）、六湾（Tanjung Sepang），以及七湾（Kampung Punggai）。其中，四湾以福建人为主。而大湾则以潮州人为主。
随着新山市蓬勃发展，再加上边佳兰发展缓慢，导致自20世纪末起边佳兰华人人口便不断外流。
2012年，随着柔佛州政府决定在边佳兰建设石油综合中心，受影响的头湾、二湾、新湾、大湾、三湾的居民也被迫搬迁，而搬迁义山（当地人俗称“公司山”）一事更是引起当地人强烈不满，并组成了“边佳兰自救联盟”。2014年6月12日，二湾人“无牙伯”蔡平先为了抗议政府的这项举措，决定徒步500公里前往吉隆坡，到国会下议院以及国油双峰塔提交备忘录，诉求保留边佳兰义山。在受到政府漠视的情况下，头湾广东义山的最后3座祖坟于2015年4月30日迁走，而抗争活动也至此拉下帷幕。

## 经济

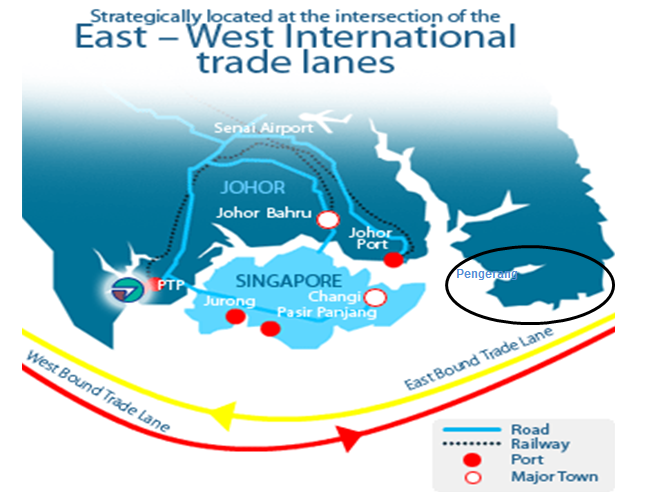
边佳兰位置图

边佳兰因马来西亚的大型计划“边佳兰石油综合中心”位于此处而闻名。这项计划于2011年推出，占地2万英亩。边佳兰因其战略位置促使马来西亚政府决定在此发展石油综合中心。边佳兰恰好位于现有的主要国际海运航道（中东、新加坡及中国船只航行），以及靠近现有的主要贸易枢纽，特别是毗邻新加坡。
这项计划中最先动工的是由戴乐集团、荷兰皇家孚宝公司、柔佛州政府合资建设的边佳兰深水码头，贮存量预计将达5百万平方米。这个深水码头可让大型的原油运输船和超级油轮停泊。边佳兰深水码头于2014年第一季度接收了第一批石油，而需求量也在不断增长。
柔佛州政府将边佳兰视为农村转型计划的其中一个催化剂。边佳兰石油综合中心吸引了大量外资，并且使边佳兰得以稳定发展。截至2017年为止，边佳兰的投资额已达1000亿令吉。

## 旅游景点
- 边佳兰沿岸有几座第二次世界大战时期遗留下来的堡垒，并设有炮台。这些堡垒建设在善地河的河口或边佳兰依士迈军营附近的边佳兰山山上，远眺柔佛海峡，并且在二战结束后便被弃置至今。这些设施乃大英帝国为抵御日军入侵而建设。位于丹绒本格烈码头附近的堡垒曾是大英帝国位于海外的众多堡垒之中最强大的一个。这些设施占地610公顷，而这片土地上曾经有着军营和医院[19]。

- 边佳兰素有“龙虾故乡”的美称，而在四湾岛的大街则立有一座龙虾雕像。[20]